# Shintetsu Gen
Shintetsu Gen (玄 新哲 Gen Shintetsu?,  nacido el 6 de agosto de 1973 en Osaka) es un exfutbolista japonés. Jugaba de delantero y su último club fue el Cerezo Osaka de Japón.

## Trayectoria

### Clubes
| Club           | País  | Año         |
| -------------- | ----- | ----------- |
| Verdy Kawasaki | Japón | 1996 - 1998 |
| Cerezo Osaka   | Japón | 1999        |

## Palmarés

### Títulos nacionales
| Título             | Club           | País  | Año  |
| ------------------ | -------------- | ----- | ---- |
| Copa del Emperador | Verdy Kawasaki | Japón | 1996 |